# Eriocaulon welwitschii
Eriocaulon welwitschii là một loài thực vật có hoa trong họ Eriocaulaceae. Loài này được Rendle mô tả khoa học đầu tiên năm 1899.